# Verein für Leibesübungen Bochum 1848 2018-2019
Questa voce raccoglie le informazioni riguardanti il Verein für Leibesübungen Bochum 1848  nelle competizioni ufficiali della stagione calcistica 2018-2019.

## Stagione
Nella stagione 2018-2019 il Bochum, allenato da Robin Dutt, concluse il campionato di 2. Bundesliga all'11º posto. In coppa di Germania il Bochum fu eliminato al primo turno dal Weiche Flensburgo.

## Rosa
| N. |                        | Ruolo | Calciatore          |
| -- | ---------------------- | ----- | ------------------- |
| 32 | Germania (bandiera)    | P     | Felix Dornebusch    |
| 34 | Germania (bandiera)    | P     | Paul Grave          |
| 1  | Germania (bandiera)    | P     | Manuel Riemann      |
| 31 | Germania (bandiera)    | D     | Tom Baack           |
| 25 | Germania (bandiera)    | D     | Jannik Bandowski    |
| 22 | Austria (bandiera)     | D     | Dominik Baumgartner |
| 37 | Germania (bandiera)    | D     | Armel Bella-Kotchap |
| 21 | Germania (bandiera)    | D     | Stefano Celozzi     |
| 3  | Brasile (bandiera)     | D     | Danilo Soares       |
| 19 | Germania (bandiera)    | D     | Patrick Fabian      |
| 18 | Germania (bandiera)    | D     | Jan Gyamerah        |
| 29 | Germania (bandiera)    | D     | Maxim Leitsch       |
| 33 | Germania (bandiera)    | D     | Moritz Römling      |
| 10 | Germania (bandiera)    | C     | Thomas Eisfeld      |
| 30 | Azerbaigian (bandiera) | C     | Baris Ekincier      |
| 28 | Germania (bandiera)    | C     | Lars Holtkamp       |

| N. |                           | Ruolo | Calciatore                |
| -- | ------------------------- | ----- | ------------------------- |
| 2  | Germania (bandiera)       | C     | Tim Hoogland              |
| 20 | Germania (bandiera)       | C     | Vitaly Janelt             |
| 38 | Grecia (bandiera)         | C     | Stylianos Kokovas         |
| 17 | Australia (bandiera)      | C     | Robbie Kruse              |
| 11 | Corea del Sud (bandiera)  | C     | Lee Chung-yong            |
| 8  | Francia (bandiera)        | C     | Anthony Losilla           |
| 7  | Germania (bandiera)       | C     | Sebastian Maier           |
| 26 | Germania (bandiera)       | C     | Görkem Sağlam             |
| 13 | Germania (bandiera)       | C     | Sidney Sam                |
| 23 | Germania (bandiera)       | C     | Robert Tesche             |
| 14 | Germania (bandiera)       | C     | Tom Weilandt              |
| 35 | Rep. del Congo (bandiera) | A     | Silvère Ganvoula M'Boussy |
| 16 | Austria (bandiera)        | A     | Lukas Hinterseer          |
| 27 | Serbia (bandiera)         | A     | Miloš Pantović            |
| 9  | Germania (bandiera)       | A     | Simon Zoller              |

## Organigramma societario
Area tecnica
- Allenatore: Robin Dutt
- Allenatore in seconda: Heiko Butscher
- Preparatore dei portieri: Peter Greiber
- Preparatori atletici:

## Risultati

### 2. Bundesliga

#### Girone di andata
| Arbitro: | Zwayer |

|  |           |                                |
|  | Marcatori | 44’ (aut.) Leitsch 59’ Czichos |

| Arbitro: | Dingert |

|  |           |                               |
|  | Marcatori | 55’ Sam 64’ Ganvoula M'Boussy |

| Arbitro: | Alt |

|            |           |  |
| Tesche 54’ | Marcatori |  |

| Arbitro: | Badstübner |

|                               |           |                                    |
| Klement 52’ (rig.) Michel 54’ | Marcatori | 45’ Weilandt 79’ Ganvoula M'Boussy |

| Arbitro: | Kempter |

|                                                                          |           |  |
| Hinterseer 4’ (rig.), 62’, 66’ (rig.) Kruse 14’ Weilandt 19’ Losilla 78’ | Marcatori |  |

| Arbitro: | Reichel |

|                             |           |                             |
| Soares 57’ (aut.) Serra 90’ | Marcatori | 38’ Hinterseer 65’ Weilandt |

| Arbitro: | Petersen |

|  |           |                 |
|  | Marcatori | 39’ (rig.) Koné |

| Arbitro: | Rohde |

|                                         |           |                             |
| Dovedan 11’ Glatzel 77’ Schnatterer 84’ | Marcatori | 21’ Hinterseer 31’ Hoogland |

| Arbitro: | Koslowski |

|             |           |  |
| Weilandt 8’ | Marcatori |  |

| Amburgo 21 ottobre 2018, ore 13:30 CEST 10ª giornata | Amburgo | 0 – 0 referto | Bochum | Volksparkstadion (51.953 spett.)\| Arbitro: \| Günsch \| |
| Arbitro:                                             | Günsch  |               |        |                                                          |

| Arbitro: | Petersen |

|                                |           |                                           |
| Tesche 45’ Hinterseer 54’, 65’ | Marcatori | 11’ Adamyan 77’ (rig.) Lais 90’ Ghaddioui |

| Arbitro: | Alt |

|                             |           |                           |
| Gugganig 56’ Keita-Ruel 90’ | Marcatori | 37’ Tesche 45’ Hinterseer |

| Arbitro: | Thomsen |

|              |           |  |
| Weilandt 62’ | Marcatori |  |

| Arbitro: | Kampka |

|                   |           |             |
| Weilandt 73’, 90’ | Marcatori | 2’ Testroet |

| Magdeburgo 2 dicembre 2018, ore 13:30 CET 15ª giornata | Magdeburgo | 0 – 0 referto | Bochum | MDCC-Arena (22.252 spett.)\| Arbitro: \| Kempter \| |
| Arbitro:                                               | Kempter    |               |        |                                                     |

| Arbitro: | Kempkes |

|                |           |                                   |
| Hinterseer 35’ | Marcatori | 15’ Allagui 42’ Veerman 86’ Dæhli |

| Arbitro: | Jöllenbeck |

|                            |           |  |
| Polter 60’ (rig.) Žulj 87’ | Marcatori |  |

#### Girone di ritorno
| Arbitro: | Cortus |

|                       |           |                            |
| Terodde 24’ Risse 76’ | Marcatori | 1’, 58’ Hinterseer 69’ Sam |

| Arbitro: | Schlager |

|                       |           |             |
| Zoller 13’ Fabian 21’ | Marcatori | 79’ Nielsen |

| Arbitro: | Schröder |

|                                         |           |  |
| Knipping 54’ Wooten 75’ Schleusener 90’ | Marcatori |  |

| Arbitro: | Kempter |

|                |           |                        |
| Hinterseer 79’ | Marcatori | 1’ Zolinski 45’ Michel |

| Arbitro: | Jablonski |

|                 |           |            |
| Kittel 31’, 38’ | Marcatori | 72’ Janelt |

| Arbitro: | Günsch |

|            |           |                                          |
| Zoller 77’ | Marcatori | 30’ Mühling 32’ (rig.) Serra 43’ Okugawa |

| Arbitro: | Bacher |

|                       |           |                             |
| Atik 33’ Nikolaou 59’ | Marcatori | 10’ Hinterseer 14’ Pantović |

| Arbitro: | Rohde |

|         |           |  |
| Lee 78’ | Marcatori |  |

| Arbitro: | Müller |

|                                           |           |            |
| Voglsammer 68’ Klos 78’ (rig.) Clauss 79’ | Marcatori | 63’ Fabian |

| Bochum 30 marzo 2019, ore 13:00 CET 27ª giornata | Bochum    | 0 – 0 referto | Amburgo | Vonovia Ruhrstadion (26.600 spett.)\| Arbitro: \| Koslowski \| |
| Arbitro:                                         | Koslowski |               |         |                                                                |

| Arbitro: | Günsch |

|                         |           |                       |
| George 54’ Grüttner 62’ | Marcatori | 52’ (rig.) Hinterseer |

| Arbitro: | Pfeifer |

|                          |           |                     |
| Hinterseer 13’, 53’, 90’ | Marcatori | 6’ Ernst 36’ Seguin |

| Darmstadt 21 aprile 2019, ore 13:30 CEST 30ª giornata | Darmstadt  | 0 – 0 referto | Bochum | Merck-Stadion am Böllenfalltor (10.590 spett.)\| Arbitro: \| Waschitzki \| |
| Arbitro:                                              | Waschitzki |               |        |                                                                            |

| Arbitro: | Kempkes |

|                                              |           |                                      |
| Zulechner 7’ Testroet 38’ Nəzərov 90’ (rig.) | Marcatori | 44’ Hinterseer 76’ Ganvoula M'Boussy |

| Arbitro: | Gerach |

|                                                         |           |                     |
| Ganvoula M'Boussy 42’ Baumgartner 51’ Weilandt 61’, 84’ | Marcatori | 64’ Bülter 87’ Beck |

| Amburgo 12 maggio 2019, ore 15:30 CEST 33ª giornata | St. Pauli | 0 – 0 referto | Bochum | Millerntor-Stadion (29.546 spett.)\| Arbitro: \| Siebert \| |
| Arbitro:                                            | Siebert   |               |        |                                                             |

| Arbitro: | Osmers |

|                                          |           |                     |
| Losilla 24’ Ganvoula M'Boussy 49’ (rig.) | Marcatori | 83’ Prömel 86’ Mees |

### Coppa di Germania
| Arbitro: | Rohde |

|            |           |  |
| Schulz 34’ | Marcatori |  |

## Statistiche

### Statistiche di squadra
| Competizione      | Punti | In casa | In casa | In casa | In casa | In casa | In casa | In trasferta | In trasferta | In trasferta | In trasferta | In trasferta | In trasferta | Totale | Totale | Totale | Totale | Totale | Totale | DR |
| Competizione      | Punti | G       | V       | N       | P       | Gf      | Gs      | G            | V            | N            | P            | Gf           | Gs           | G      | V      | N      | P      | Gf     | Gs     | DR |
| ----------------- | ----- | ------- | ------- | ------- | ------- | ------- | ------- | ------------ | ------------ | ------------ | ------------ | ------------ | ------------ | ------ | ------ | ------ | ------ | ------ | ------ | -- |
| 2. Bundesliga     | 44    | 17      | 9       | 3       | 5       | 29      | 22      | 17           | 2            | 8            | 7            | 20           | 28           | 34     | 11     | 11     | 12     | 49     | 50     | -1 |
| Coppa di Germania | -     | 0       | 0       | 0       | 0       | 0       | 0       | 1            | 0            | 0            | 1            | 0            | 1            | 1      | 0      | 0      | 1      | 0      | 1      | -1 |
| Totale            | -     | 17      | 9       | 3       | 5       | 29      | 22      | 18           | 2            | 8            | 8            | 20           | 29           | 35     | 11     | 11     | 13     | 49     | 51     | -2 |

### Andamento in campionato
| Giornata  | 1  | 2 | 3 | 4 | 5 | 6 | 7 | 8  | 9 | 10 | 11 | 12 | 13 | 14 | 15 | 16 | 17 | 18 | 19 | 20 | 21 | 22 | 23 | 24 | 25 | 26 | 27 | 28 | 29 | 30 | 31 | 32 | 33 | 34 |
| --------- | -- | - | - | - | - | - | - | -- | - | -- | -- | -- | -- | -- | -- | -- | -- | -- | -- | -- | -- | -- | -- | -- | -- | -- | -- | -- | -- | -- | -- | -- | -- | -- |
| Luogo     | C  | T | C | T | C | T | C | T  | C | T  | C  | T  | C  | C  | T  | C  | T  | T  | C  | T  | C  | T  | C  | T  | C  | T  | C  | T  | C  | T  | T  | C  | T  | C  |
| Risultato | P  | V | V | N | V | N | P | P  | V | N  | N  | N  | V  | V  | N  | P  | P  | V  | V  | P  | P  | P  | P  | N  | V  | P  | N  | P  | V  | N  | P  | V  | N  | N  |
| Posizione | 17 | 9 | 5 | 7 | 3 | 3 | 8 | 11 | 7 | 7  | 7  | 8  | 5  | 5  | 5  | 7  | 8  | 8  | 7  | 8  | 8  | 8  | 9  | 9  | 9  | 9  | 9  | 11 | 10 | 9  | 11 | 11 | 10 | 11 |

Legenda:

Luogo: C = Casa; T = Trasferta. Risultato: V = Vittoria; N = Pareggio; P = Sconfitta.

### Statistiche dei giocatori
| Giocatore            | 2. Bundesliga | 2. Bundesliga | 2. Bundesliga | 2. Bundesliga | Coppa di Germania | Coppa di Germania | Coppa di Germania | Coppa di Germania | Totale   | Totale | Totale      | Totale     |
| Giocatore            | Presenze      | Reti          | Ammonizioni   | Espulsioni    | Presenze          | Reti              | Ammonizioni       | Espulsioni        | Presenze | Reti   | Ammonizioni | Espulsioni |
| -------------------- | ------------- | ------------- | ------------- | ------------- | ----------------- | ----------------- | ----------------- | ----------------- | -------- | ------ | ----------- | ---------- |
| F. Dornebusch        | -             | -             | -             | -             | 1                 | 0                 | 0                 | 0                 | 1        | 0      | 0           | 0          |
| P. Grave             | -             | -             | -             | -             | -                 | -                 | -                 | -                 | -        | -      | -           | -          |
| M. Riemann           | 34            | 0             | 4             | 0             | -                 | -                 | -                 | -                 | 34       | 0      | 4           | 0          |
| T. Baack             | 4             | 0             | 0             | 0             | -                 | -                 | -                 | -                 | 4        | 0      | 0           | 0          |
| J. Bandowski         | 3             | 0             | 0             | 0             | -                 | -                 | -                 | -                 | 3        | 0      | 0           | 0          |
| D. Baumgartner       | 11            | 1             | 1             | 0             | -                 | -                 | -                 | -                 | 11       | 1      | 1           | 0          |
| A. Bella-Kotchap     | 4             | 0             | 0             | 0             | -                 | -                 | -                 | -                 | 4        | 0      | 0           | 0          |
| S. Celozzi           | 22            | 0             | 0             | 0             | 1                 | 0                 | 0                 | 0                 | 23       | 0      | 0           | 0          |
| D. Soares            | 23            | 0             | 2             | 0             | 1                 | 0                 | 0                 | 0                 | 24       | 0      | 2           | 0          |
| P. Fabian            | 18            | 2             | 3             | 0             | -                 | -                 | -                 | -                 | 18       | 2      | 3           | 0          |
| J. Gyamerah          | 25            | 0             | 4             | 1             | -                 | -                 | -                 | -                 | 25       | 0      | 4           | 1          |
| M. Leitsch           | 8             | 0             | 1             | 0             | 1                 | 0                 | 1                 | 0                 | 9        | 0      | 2           | 0          |
| M. Römling           | 3             | 0             | 0             | 0             | -                 | -                 | -                 | -                 | 3        | 0      | 0           | 0          |
| T. Eisfeld           | 10            | 0             | 0             | 0             | -                 | -                 | -                 | -                 | 10       | 0      | 0           | 0          |
| B. Ekincier          | 1             | 0             | 0             | 0             | 1                 | 0                 | 0                 | 0                 | 2        | 0      | 0           | 0          |
| L. Holtkamp          | -             | -             | -             | -             | -                 | -                 | -                 | -                 | -        | -      | -           | -          |
| T. Hoogland          | 31            | 1             | 6             | 0             | 1                 | 0                 | 0                 | 0                 | 32       | 1      | 6           | 0          |
| V. Janelt            | 9             | 1             | 0             | 0             | 1                 | 0                 | 0                 | 0                 | 10       | 1      | 0           | 0          |
| S. Kokovas           | 6             | 0             | 0             | 0             | -                 | -                 | -                 | -                 | 6        | 0      | 0           | 0          |
| R. Kruse             | 14            | 1             | 2             | 0             | -                 | -                 | -                 | -                 | 14       | 1      | 2           | 0          |
| C. Lee               | 23            | 1             | 5             | 0             | -                 | -                 | -                 | -                 | 23       | 1      | 5           | 0          |
| A. Losilla           | 32            | 2             | 10            | 1             | 1                 | 0                 | 0                 | 0                 | 33       | 2      | 10          | 1          |
| S. Maier             | 10            | 0             | 0             | 0             | -                 | -                 | -                 | -                 | 10       | 0      | 0           | 0          |
| G. Sağlam            | 10            | 0             | 2             | 0             | -                 | -                 | -                 | -                 | 10       | 0      | 2           | 0          |
| S. Sam               | 19            | 2             | 0             | 1             | -                 | -                 | -                 | -                 | 19       | 2      | 0           | 1          |
| R. Tesche            | 31            | 3             | 4             | 0             | -                 | -                 | -                 | -                 | 31       | 3      | 4           | 0          |
| T. Weilandt          | 27            | 9             | 3             | 0             | 1                 | 0                 | 0                 | 0                 | 28       | 9      | 3           | 0          |
| S. Ganvoula M'Boussy | 21            | 5             | 3             | 2             | 1                 | 0                 | 0                 | 0                 | 22       | 5      | 3           | 2          |
| L. Hinterseer        | 31            | 18            | 4             | 0             | 1                 | 0                 | 0                 | 0                 | 32       | 18     | 4           | 0          |
| M. Pantović          | 15            | 1             | 2             | 0             | 1                 | 0                 | 0                 | 0                 | 16       | 1      | 2           | 0          |
| S. Zoller            | 8             | 2             | 1             | 0             | -                 | -                 | -                 | -                 | 8        | 2      | 1           | 0          |
| T. Perthel           | 9             | 0             | 1             | 0             | 1                 | 0                 | 0                 | 0                 | 10       | 0      | 1           | 0          |
| J. Wurtz             | 1             | 0             | 0             | 0             | 1                 | 0                 | 0                 | 0                 | 2        | 0      | 0           | 0          |